# Polystichtis phoronis
Polystichtis phoronis är en fjärilsart som beskrevs av Doubleday 1847. Polystichtis phoronis ingår i släktet Polystichtis och familjen Riodinidae. Inga underarter finns listade i Catalogue of Life.